# 朗瓦莱
朗瓦莱（法語：Lanvallay，法語發音：[lɑ̃valɛ]）是法国阿摩尔滨海省的一个市镇，位于该省东部，属于迪南区。

## 地理
朗瓦莱（48°27'19"N, 2°1'42"W）面积14.61 平方千米，位于法国布列塔尼大區阿摩尔滨海省，该省份为法国西北部沿海省份，位于布列塔尼半岛北部，北濒大西洋英吉利海峡，西接菲尼斯泰尔省，南至莫尔比昂省，东临伊勒-维莱讷省。
与朗瓦莱接壤的市镇（或旧市镇、城区）包括：塔当、卡洛尔冈、莱尚热罗、迪南、圣卡尔内、圣埃朗。

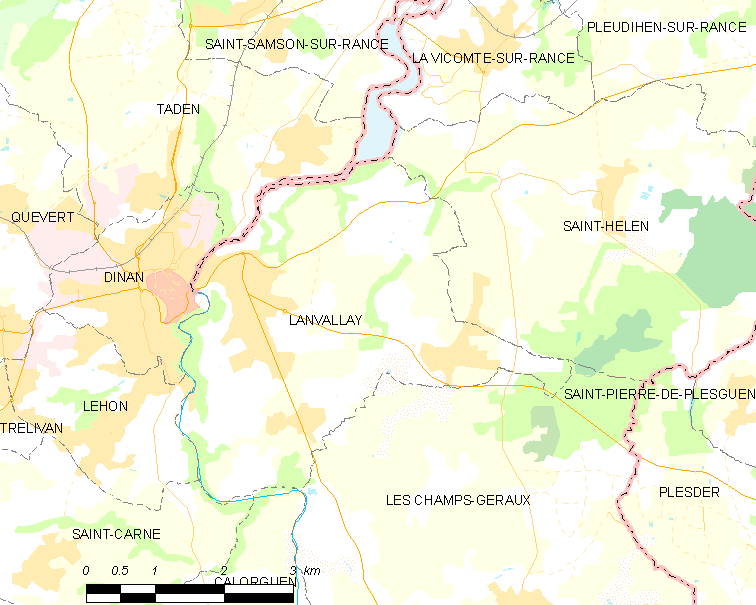
朗瓦莱的OSM定位图

朗瓦莱的时区为UTC+01:00、UTC+02:00（夏令时）。

## 行政
朗瓦莱的邮政编码为22100，INSEE市镇编码为22118。

## 政治
朗瓦莱所属的省级选区为朗瓦莱县。

## 人口

1962-2008年间朗瓦莱人口变化图示

朗瓦莱于2022年1月1日时的人口数量为4235人。